# Mortal Kombat 3

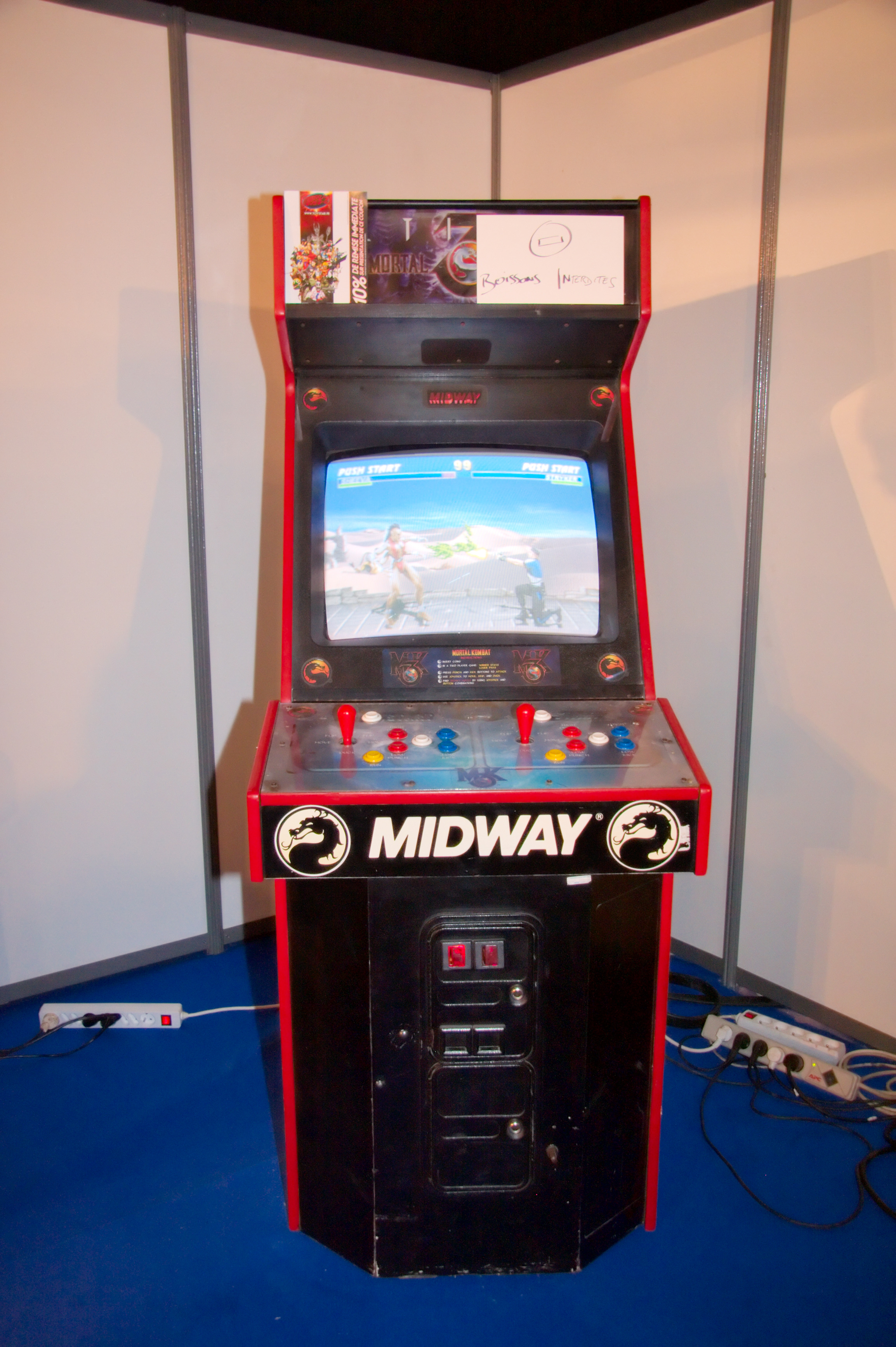
Automat Mortal Kombat 3

Mortal Kombat 3 je třetí díl arkádových bojových her série Mortal Kombat od společnosti Midway. Hra se stejně jako celá série vyznačuje někdy až nadměrnou brutalitou. Je zde o něco více hratelných postav a nejvíce je jich ve speciální edici Mortal Kombat 3 Ultimate. V režimu Arcade si hráč může vybrat mezi třemi stupni nepřátel. Hlavní boss je zde opět Shao Kahn, ale subbossem je tentokrát Kentaur Motaro.

## Provedení
Hra vychází z předešlých dvou dílů, ale přibyly zakončení Animality, Mercy, komba a režim běh. Poprvé byly také určité úrovně interaktivní tím, že umožnily postavám navzájem se prorazit stropem, kde obě postavy pokračovaly v bitvě v jiné aréně. Speciální Fatality podle arény mohly být provedeny v Subway, Bell Tower a Pit 3.

## Příběh
Válečníci v tomto díle bojují proti císaři Vnějšího světa Shao Kahnovi, který se svojí královnou Sindel zahájil invazi do Pozemské říše. Liu Kang, Kung Lao, Jax, Sonya a Sub-Zero se znovu postaví Shao Kahnovi. Přidává se k nim také policista Stryker, indiánský šaman Night Wolf a Kabal, bývalý člen kriminálního spolku Black Dragon, který byl po útoku z Vnějšího světa odkázán na respirátor.
Kano se přidává na stranu Shao Kahna, s tím, že mu pomůže vyzbrojit armádu moderními zbraněmi Pozemské říše. Na jeho straně také bojuje čaroděj Shang Tsung, kentaur Motaro, královna Sindel a čtyřruká Sheeva. Mimoto jsou tři roboti Lin Kuei klanu Sektor, Cyrex a Smoke posláni zabít Sub-Zera, jelikož dříve tento klan opustil.
Z rozšířených Ultimate a Trilogy verzí je patrné, že na stranu pozemských bojovníků se přidává Kitana, Jade, Scorpion, Raiden a Johnny Cage, naopak na stranu Shao Kahna se přidává Mileena, Reptile, Baraka, Noob Saibot, Goro, Kintaro, Ermac a Rain.

## Postavy
Ve hře je celkem 14 hratelných postav a jedna skrytá hratelná postava:
- Shang Tsung: Poddaný Shao Kahna. Jeho schopnost je proměňování se a vrhat plameny podobně jako Liu Kang.
- Sonya: Je tajná agentka a partnerka Jaxe. Její moc je z náramku na ruce vysílat vlny. Její úhlavní nepřítel je Kano, jelikož zabil jejího parťáka (ve filmu).
- Sektor: Sektor je první a červeně zbarvený kyborg s číslem LK-9T9, tedy napůl robot (zevnějšek) a člověk (všechno ostatní). Jeho moc je teleportování zvláštní černou dírou a také pálí rakety se svého hrudníku.
- Sindel: Bývalá královna Edenie, říše kterou dobyl Shao Kahn, poté vzkříšená zlá královna Outworldu. Její moc spočívá ve velmi dlouhých vlasech a moci ultrazvukového křiku.
- Stryker: Přítel a spolupracovník Soni a Jaxe. Jako jedna z mála postav nemá přímé kouzlo, ale po nepřítelovi pálí svou zbraní nebo po něm hází granáty.
- Nightwolf: Šaman z pouště. Je schopen využívat síly přírody. Jeho zbraně jsou magické sekyry a luk. Zajímavost je že jej ve hře ztvárnil indiánský rapper.
- Jax: Afroameričan, který má robotické ruce, jelikož mu je mocí telekineze rozmačkal zlý Ermac.
- Sheeva: Je shokan stejně jako Goro či Kintaro. Její zajímavost je, že je jediná čtyřruká postava která je normálně hratelná. V podstatě nemá žádné kouzlo ale i tak je velmi mocná.
- Kano: Věčný nepřítel Soni. Jeho zbraně jsou nože. Jeho kybernetické oko je zajímavé svým vznikem: Ed Boon (tvůrce hry) si koupil masku Terminátora a vyřízl jí oko.
- Sub-Zero: Tento sub zero je ze všech typů co ve hrách byly jistě nejzajímavější především tím, že již nemá svoji masku. Jeho moc mrazu je velmi silná.
- Kung Lao: V dávných dobách žil jeden Velký Kung Lao a šampion Etherleamu. Tento Kung Lao je však jeho potomek a normální šaolinský mnich. Jeho zbraň je rotační klobouk.
- Liu Kang: Šaolinský mnich, ovládá moc ohně. Je známý díky svým charismatickým skřekům které znějí jako opičí. Je velmi silný.
- Cyrax: Zbraně tohoto žlutého kyborga s číslem LK-4D4 jsou sekáče a zvláštní sítě co fungují jako zmražení u Sub-Zera. Jeho teleportování je takové, že se jeho ruce i nohy oddělí a vytvoří rakety a spojí se na jiném místě.
- Kabal: Tento válečník byl původně člen kriminálního spolku Black Dragon jako Kano. Nosí masku kvůli tomu, že ho Kintaro vážně popálil ve městě v době invaze.
- Smoke: Fialově zbarvený třetí kyborg z Lin Kuei s číslem LK-7T2. Je hratelný pouze po zadání tajného kódu.

Nehratelné postavy:
- Motaro: Kentaur a sub-boss.
- Shao Kahn: Císař Vnějšího světa a boss hry.

## Rozšířené verze
Verze Ultimate Mortal Kombat 3 přidává do hry hratelné postavy: Kitana, Jade, Reptile, Scorpion, Motaro, Shao Kahn, Mileena, Ermac, Classic Sub-Zero a Human Smoke a dvě nehratelné: Noob Saibot a Rain.
Mortal Kombat Trilogy přidává k verzi Ultimate hratelné postavy: Baraka, Raiden, Johnny Cage, Goro, Kintaro, skrytou postavu Chameleon a bojové arény z prvního a druhého dílu.